# Reino Börjesson
Reino Börjesson (Partille, 4 febbraio 1929 – Partille, 21 ottobre 2023) è stato un calciatore svedese, di ruolo centrocampista. Al momento del decesso era il calciatore più anziano ad aver disputato la finale di un campionato del mondo, quella del 1958 in Svezia.